# Українська геральдика

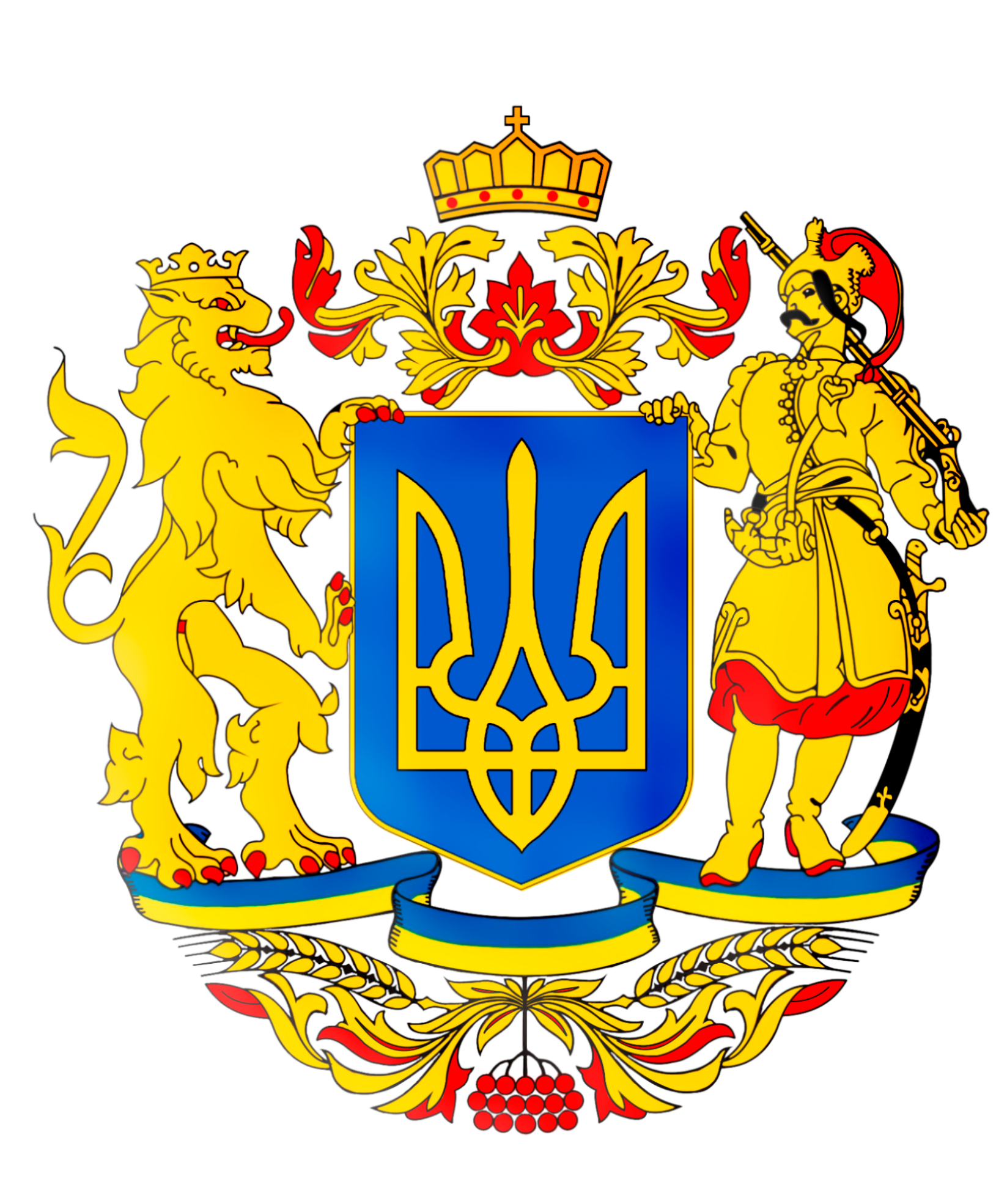
Переможець конкурсу ескізів великого державного герба України 2007—2009 років

Українська геральдика — це система гербів, символів і традицій, що формувалася на території сучасної України під впливом місцевих культурних особливостей, а також європейських і східних геральдичних традицій. Вона охоплює державні, територіальні, міські, козацькі та родові герби, відображаючи багатовікову історію становлення української ідентичності.

## Історія становлення

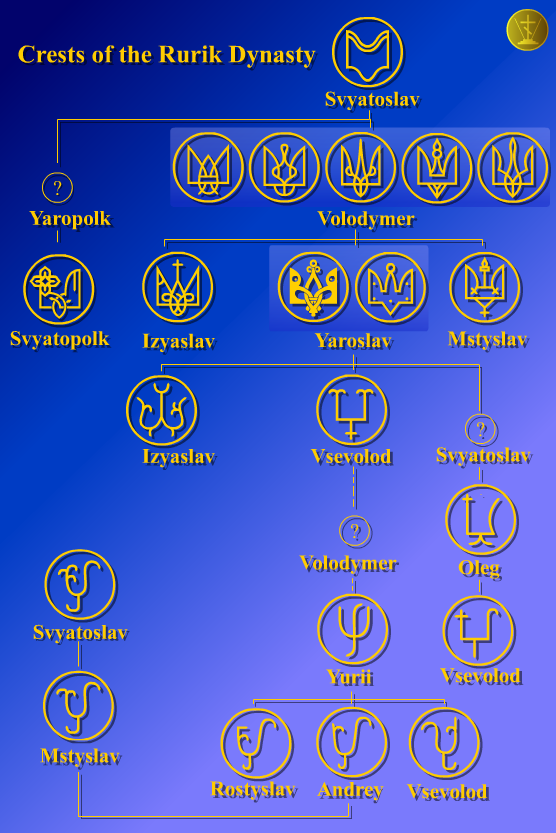
Особисті знаки князів династії Рюриковичів

### Ранній період
Геральдика на українських землях почала формуватися в середньовіччі, коли ці території входили до складу Київської Русі, а згодом Галицько-Волинського князівства. На відміну від Західної Європи, основу руської (староукраїнської) геральдичної системи становили родові знаки, які виникли задовго до появи самої геральдики і лише згодом були оформлені в родові герби згідно з вимогами геральдики. Подібну практику бачимо й в інших європейських країнах, але якщо в Україні-Русі 90 % гербів було створено на підставі старих родових знаків, то, скажімо, в Польщі подібних випадків налічувалося заледве чи 20 %, в Німеччині — 5 %, а в ін. країнах — і того менше. Найвідомішим таким знаком є тризуб — родовий знак Володимира Великого.

### Козацька доба

Козак з мушкетом — герб Війська Запорозького

Геральдика козацької доби XVI—XVIII століть формувалася під впливом традицій Речі Посполитої, але набула виразного українського характеру, пов'язаного з боротьбою за свободу та незалежність. Основними мотивами символіки були військові атрибути — шаблі, списи, прапори, а також зображення небесних світил, що символізували божественний захист і надію. Одним із найпоширеніших символів того часу був козацький хрест — простий або ускладнений хрест із розширеними кінцями, різновид тамплієрського хреста. Він уособлював християнську віру козаків, їхню відданість православ'ю та духовну основу боротьби. Козацький хрест часто зображали на корогвах, печатках, гарматах і навіть вирізьбляли на зброї. На прапорах Запорозької Січі його нерідко поєднували із зображеннями архангела Михаїла чи Покрови, підкреслюючи релігійний і воєнний дух козацтва. Через тісні контакти з Османською імперією та кримськими татарами в козацькій символіці з'являлися східні елементи, наприклад, півмісяць, що символізував перемогу над ворогом.
Центральне місце в козацькій геральдиці посідали клейноди — відзнаки та символи влади, які поділялися на військові, січові, полкові, паланкові, сотенні та курінні. До них належали булава, корогва, бунчук, печатка, литаври й гармати. Козаки ставилися до клейнодів із великою повагою, адже вони уособлювали честь і гідність війська.
Найвищим символом влади була булава — «всьому голова», як казали запорожці. Вона являла собою дерев'яну палицю завдовжки 50–70 см, часто з горіха, увінчану золотою чи срібною кулею, інколи прикрашеною коштовним камінням або гербом власника. Традиція вимагала, щоб претендент на гетьманство тричі відмовлявся від булави перед її прийняттям, а під час переговорів гетьман тримав її в руках.
Не менш важливим атрибутом був бунчук — держак із золотою кулею та підвішеними пасмами кінського волосся, виконаний у червоно-чорних або червоно-білих кольорах у запорожців. Гетьманський бунчук сягав чотирьох ліктів, тоді як бунчуки наказних гетьманів — до двох метрів. Охороною бунчука займався генеральний бунчужний, який також виносив його на урочистостях. Під час війни бунчук установлювали перед наметом старшини, а традицію його використання Україна перейняла від Туреччини.
Найбільшою святинею вважалася корогва — прапор із дорогих тканин, як-от шовк, оздоблений вишивкою чи гаптуванням. Корогви виготовляли в червоних, чорних, жовтих і жовто-блакитних кольорах, часто із зображеннями Покрови — заступниці козаків — або архангела Михаїла. З іншого боку розміщували козацький хрест, сонце, місяць і напис із назвою полку та датою створення. Мала корогва — значок — використовувалася в повсякденні й мала трикутну чи прямокутну форму. Під час походів корогва майоріла на чолі війська, а її втрата в бою вважалася ганьбою. Охороняли прапори значкові товариші, а на похороні гетьмана корогву несли схиленою за труною.
На запорозьких печатках найчастіше зображали герб Війська Запорозького — козака з мушкетом на плечі, шаблею при боці та порохівницею, що символізувало готовність до бою та захист рідної землі. Цей символ був узаконений Стефаном Баторієм у 1578 році та вперше з'явився на печатці Війська Запорозького в 1595 році за гетьманування Григорія Лободи. Протягом усього існування козацтва герб залишався незмінним і використовувався на головних печатках, прапорах, портретах, іконах, у рукописах і друкованих виданнях. Печатки відігравали ключову роль у скріпленні офіційних документів — універсалів, маніфестів, привілеїв, а також листування з іноземними державами, підтверджуючи їхню законність і авторитетність. Видача печаток відбувалася за рішенням ради Січі, а зберігав і використовував їх генеральний писар — одна з найвпливовіших фігур козацької адміністрації. Символом його влади був каламар — чорнильниця, яка нерідко виготовлялася з металу (бронзи чи срібла), скла або кераміки й прикрашалася витонченим різьбленням чи орнаментами, стаючи справжнім витвором мистецтва. Каламарі мали різні форми: від простих посудин із затичкою до складних конструкцій із кількома відділеннями для чорнил різних кольорів, що підкреслювало важливість писарської справи в козацькому управлінні.
Литаври скликали козаків на раду й супроводжували їх у походах. Цей ударний інструмент із мідних казанів і натягнутої шкіри був не лише практичним, а й символічним елементом. Усі клейноди зберігалися в січовій Покровській церкві й виносилися лише за наказом кошового отамана.
Козацька геральдика також включала зброю як символ звитяги. Шабля вважалася благородною зброєю, а лук часто зображали на портретах старшини, наприклад, Байди Вишневецького чи Петра Сагайдачного. Рушниця, попри свою практичність, рідко входила до геральдичних знаків через упередження до вогнепальної зброї як «нечесної». Натомість гармати — мортири, мідні, залізні чи чавунні — символізували міць і зберігалися як коштовності.

### XIX—XX століття
У XIX столітті, за часів Російської імперії та Австро-Угорщини, українська геральдика зазнала значних змін. У Російській імперії, яка проводила активну колонізаційну політику на українських землях, козацькі символи часто відкидалися й замінювалися на несуттєві або нав'язані ззовні елементи, що мали підкреслити імперське панування. Герб — своєрідний «паспорт» міста — втрачав питому українську ідентичність, адже імперська влада намагалася не лише змінити назви населених пунктів, а й перекроїти геральдичну панораму. Наприклад, герб Полтави замінили з козацького на символіку, що увічнювала перемогу Петра I, гетьманську столицю Глухів та Київ також позбавили їхніх історичних знаків на користь імперських або релігійних мотивів.
Особливо це стосувалося Слобожанщини та земель Запорозьких вольностей, де Російська імперія прагнула тотального обрусіння. Тамтешні старовинні герби часто знищувалися, а натомість вводилися примітивні геральдичні зразки. Російська територіальна геральдика створювалася поспіхом: для Слобідської України герби розроблялися протягом кількох років, що призводило до невибагливих і одноманітних дизайнів. Наприклад, у місті Валки козацький герб із журавлем — символом військової пильності — замінили на три сині сливи на синьому тлі, що суперечить геральдичним канонам і пояснювалося лише тим, що «в околицях ростуть сливи». Подібна «ботанічна» символіка з'явилася і в інших гербах: Недригайлів — чорні сливи, Золочів — дві груші, Богодухів — тернове дерево. У той же час в Австро-Угорщині, зокрема в Галичині, українські герби, як-от лев Львова, зберігали більше історичної самобутності.
У період національного відродження (кінець XIX — початок XX століття) українці почали повертатися до питомих символів. Тризуб, як спадщина Київської Русі, став основою для створення національних знаків, поєднуючись із синьо-жовтими кольорами прапора.
Зі встановленням радянської влади герби міст і сіл зазнали кардинальних змін. Історична та національна специфіка була майже повністю проігнорована на користь класових ідей, що відповідало ідеології соціалізму та уніфікації. Геральдика розвивалася в рамках радянської символічної традиції, де основними елементами стали символи праці — серп і молот, колосся пшениці, а також промислові атрибути, такі як шестерні чи заводські труби. Червоний колір переважав як знак революції, а зображення сходу сонця уособлювало світле майбутнє. Прикладом є герб Харкова, затверджений 26 грудня 1968 року, що включав шестерню (символ промисловості), колос із орбітами електронів (наука) та червоно-блакитну палітру, яка відсилала до прапора УРСР. Герби сіл, своєю чергою, часто містили аграрні мотиви, підкреслюючи їхню роль у сільськогосподарському виробництві.
Після розпаду СРСР більшість радянських гербів було замінено на нові, що базувалися на історичних символах або новостворених проєктах, хоча деякі міста зберегли елементи радянської геральдики в оновленому вигляді.

### Сучасність

Картуш, поширений для муніципальних і територіальних гербів України

Після проголошення незалежності України в 1991 році українська геральдика увійшла в нову фазу розвитку, ознаменовану відродженням національних символів і традицій. У 1992 році тризуб був офіційно затверджений як малий державний герб, ставши основою для подальшого розвитку геральдичної системи. Починаючи з 1990-х–2000-х років, активно створювалися герби для міст, сіл, селищ, районів і областей, що супроводжувалося формуванням сучасної системи територіальної та муніципальної геральдики під керівництвом Українського геральдичного товариства (УГТ). Ця система, розроблена з урахуванням історичних традицій і сучасних потреб, стала спробою уніфікувати підходи до герботворення, зберігаючи при цьому національну самобутність.
Одним із ключових аспектів цієї системи є рекомендація використовувати для гербів населених пунктів так звані іспанські щити — форму щита із заокругленою нижньою частиною, що має плавний перехід від боків до основи. Така форма, на думку УГТ, є оптимальною для української геральдики, оскільки вона поєднує естетичну гармонію з практичністю, дозволяючи розміщувати символи без надмірного ускладнення композиції. Іспанський щит відрізняється від, наприклад, французького (з гострим нижнім кінцем) чи німецького (з виїмками) і вважається більш універсальним для відображення місцевих традицій. УГТ наполягає, що використання щитів із іноземних геральдичних систем (наприклад, англійських прямокутних чи польських з вигнутими боками) не рекомендується, щоб уникнути змішування стилів і зберегти унікальність української геральдичної практики.
Важливим елементом сучасної геральдики є картуш — декоративне обрамлення навколо щита, яке додає гербам урочистості та завершеності. УГТ розробило стандартний український картуш для гербів сіл, селищ і міст, який базується на традиційних орнаментах і має симетричну форму з плавними лініями. Цей картуш часто включає стилізоване листя, завитки або геометричні елементи, що нагадують українську вишивку чи різьблення, підкреслюючи зв'язок із народною культурою. На відміну від пишних барокових картушів, поширених у західноєвропейській геральдиці, український варіант є стриманішим і лаконічнішим, що відповідає принципам сучасного герботворення. Рекомендується вписувати щит у цей картуш, створюючи єдину композицію, яка виглядає гармонійно як у кольоровому, так і в монохромному виконанні. Використання іноземних картушів також не вітається, бо тоді герб перебуває начебто в іноземній геральдичні системі.
Ще одним важливим елементом є геральдичні корони, які позначають статус населеного пункту в ієрархії. УГТ рекомендує чітко визначені типи корон: для областей — мурована корона з п'ятьма зубцями, що символізує вищий адміністративний рівень; для районів — мурована корона з трьома зубцями, що вказує на підпорядкованість; для міст — срібна мурована корона з трьома зубцями, а для історичних міст, які колись мали магдебурзьке право, — червона мурована корона того ж типу. Села, залежно від їхнього історичного статусу, можуть увінчуватися червоною мурованою короною з трьома зубцями (якщо вони мали міські права в минулому) або золотою сільською короною з п'ятьма колосками, що символізує аграрну спадщину. Для міст із особливим статусом, таких як Київ і Севастополь, передбачені золоті муровані корони з трьома зубцями, що підкреслює їхню значущість. Використання корон із іноземних систем, наприклад, баронських чи графських, не рекомендується, щоб уникнути плутанини та зберегти єдність української геральдичної традиції.

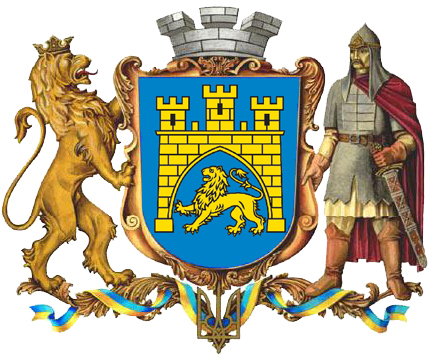
Великий герб міста
Герб міського поселення
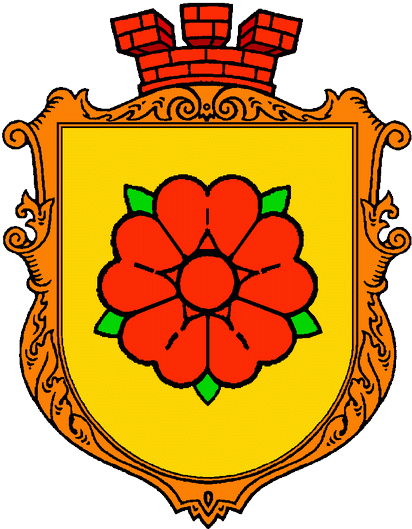
Герб колишнього міста, містечка або с.м.т.
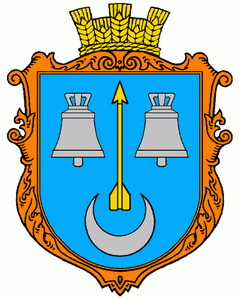
Герб села

Після реформи децентралізації 2015—2020 років створення гербів для новоутворених територіальних громад стало масовим явищем. УГТ намагається регулювати цей процес, закликаючи дотримуватися принципів лаконічності, історичної достовірності та унікальності, однак не завжди це вдається. Багато громад додають до гербів декоративні елементи, такі як вишивка, пейзажі чи сучасні символи (наприклад, сонячні панелі), що викликає критику через порушення геральдичних канонів.

## Унікальність
Українська геральдика вирізняється кількома особливостями:
- Тризуб — один із найдавніших символів, що не має прямих аналогів у європейській геральдиці, асоціюється з князівською владою та спадщиною Київської Русі.
- Козацький вплив — використання мотивів зброї, Покрови та інших символів, пов'язаних із козацькою культурою, що відображає дух боротьби за свободу.
- Народні елементи — у сучасних гербах часто з'являються мотиви вишивки, колосся, калини, що підкреслюють зв'язок із фольклором і природою.

## Проблеми

Герб Чернівців

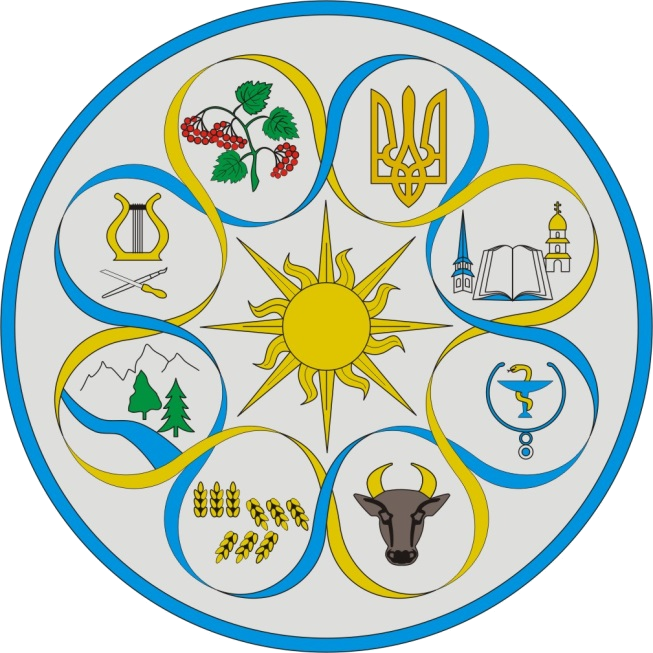
Символіку села Оринин важко назвати гербом

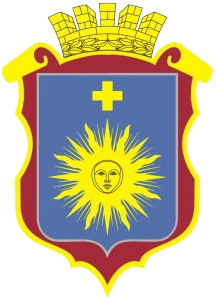
Герб Кам'янця-Подільського фактично перебуває в російській геральдичній системі

Сучасна українська геральдика стикається з низкою викликів, що ускладнюють її розвиток як цілісної національної системи. Однією з ключових проблем є велика кількість гербів, створених в інших геральдичних традиціях, які не відповідають стандартам, розробленим Українським геральдичним товариством (УГТ). Такі герби, успадковані з часів Російської імперії, Австро-Угорщини чи радянського періоду, часто використовують форми щитів (наприклад, французькі чи німецькі), картуші та корони, що не відповідають українській системі.
Крім того, значна кількість гербів порушує базові геральдичні правила, зокрема принцип контрастності: часто можна побачити накладання металу на метал (наприклад, золото на срібло) чи емалі на емаль (наприклад, синій на червоний), що ускладнює розрізнення символів і суперечить канонам. Такі помилки виникають через недостатню обізнаність місцевих розробників із геральдичними нормами або через ігнорування рекомендацій УГТ. Ще однією проблемою є перевантаження гербів зайвими елементами: у багатьох випадках до композиції додають малий герб України (тризуб), дати заснування населеного пункту, назви міст чи сіл, а іноді навіть гасла чи пейзажі. Наприклад, тризуб часто розміщують у щиті без належного обґрунтування, а написи з датами чи назвами дублюють інформацію, яка вже є в картуші чи документах. Це не лише порушує принцип лаконічності, а й перетворює герби на декоративні плакати, послаблюючи їхню символічну силу. Усе це ускладнює уніфікацію геральдики та створення єдиної стилістичної традиції.
Яскравим прикладом таких порушень є герб Чернівців, створений на англійсьокому щиті з мурованою короною, взятою з австрійської геральдичної системи. До того всього, він містить зображення малого герба України, що є грубим порушенням норм геральдики. Іншим кричущим прикладом порушення є герби Харкова і Харківської області, які використовують фактично один і той самий символ.